# Съшествие в ада
Съшествието в Ада на Исус (на гръцки: Κατελθόντα εἰς τὰ κατώτατα; на латински: Descensus Christi ad inferos) в Страстната събота е догма, възприета във всички християнски деноминации.
Според догмата, след разпятието на Исус Христос, той слязъл в ада, и изгаряйки портите на ада според евангелските проповеди, освобождава душите на грешниците от там, както и всички старозаветни пророци, ведно с Адам и Ева.
Съшествието в Ада, е част Страстите Христови. Исус слиза в ада, когато е в гроба. 